# SATURDAY!
SATURDAY!（サタデー!）は@FM(FM AICHI)で2015年4月4日から2019年3月30日まで放送されていた、土曜日の生放送番組である。

## 概要
@FMでは局愛称をFM AICHIとしていた時代の2002年から『サタデー・エクスプレス』（サタエク）を2002年から13年にわたって放送してきた。
2015年4月の大改編で平日の各ワイドに加えてサタエクも改編の対象となり、これまでのサタエクに代わって誕生したのが当番組である。
2019年3月に終了。最終回では2代目パーソナリティの佐井祐里奈は妊娠を報告し、しばらく生放送番組から撤退することを発表した。

## 放送時間
- 土曜 6:00〜8:00

## パーソナリティの変遷
- 内藤聡(2015年4月 - 2017年3月)※サタエク初代パーソナリティであり、『A-live』から異動した。
- 佐井祐里奈(2017年4月 - 2019年3月)※サタエク8代目パーソナリティであり、『Brand-New RADIO』から異動した。